# Dimethylsulfon
Dimethylsulfon, vaak afgekort tot DMSO2, is een organische zwavelverbinding met als brutoformule C2H6O2S. Met de afkorting DMSO2 wordt de structurele relatie met dimethylsulfide (DMS) en dimethylsulfoxide (DMSO) duidelijk gemaakt. Naast de naam dimethylsulfon zijn ook de naam methylsulfon en de afkorting MSM in gebruik. De laatste afkorting is afgeleid van methylsulfonylmethaan.
Deze kleurloze vaste stof is de eenvoudigste vertegenwoordiger van de sulfonverbindingen. Chemisch gezien is de stof relatief inert. In sommige primitieve planten is dimethylsulfon aangetoond, evenals (in kleine hoeveelheden) in voedsel en dranken.

## Voedingssupplement
Met de benaming "MSM" wordt dimethylsulfon verkocht als voedingssupplement voor een aanvullende opname van zwavel. Aanvullende opname van zwavel is evenwel zinloos. In de westelijke wereld is, met het daar  gebruikelijke eiwitrijke dieet, "zwavelgebrek" nog nooit aangetoond.

## Synthese
Dimethylsulfon kan bereid worden door oxidatie van dimethylsulfide met waterstofperoxide. DMSO treedt op als (isoleerbaar) tussenproduct.

## Structuur en eigenschappen
Dimethylsulfon is structureel verwant aan dimethylsulfoxide, maar het gedrag van beide verbindingen is zeer verschillend. Dimethylsulfoxide is een zeer polair oplosmiddel en een goed ligand. Als oplosmiddel lijkt dimethylsulfoxide vrij goed op water. Dimethylsulfon is uitgesproken minder polair en minder reactief.
Als zuur is dimethylsulfon uitgesproken zwak. De pKa van 31 stelt natriumamide in staat een proton te verwijderen, waarna het gevormde anion een goed nucleofiel is.

## Toepassingen
Door zijn polariteit en thermische stabiliteit wordt dimethylsulfon als oplosmiddel voor reacties bij hoge temperatuur toegepast in zowel de organische als de anorganische chemie. Zo kan bijvoorbeeld de vervanging van chloor door fluor in arylchloriden met behulp van kaliumfluoride goed uitgevoerd worden in gesmolten dimethylsulfon. Een voorbeeld van een dergelijke reactie is de synthese van hexafluorbenzeen uit hexachloorbenzeen.

## Toxicologie en veiligheid
Dimethylsulfon is aangetoond als metaboliet van dimethylsulfoxide. Met name in de Engelstalige literatuur is dimethylsulfon als geneesmiddel bij een groot aantal kwalen aangeprezen. De stof wordt door de Food and Drug Administration (FDA) in de Verenigde Staten niet als geneesmiddel erkend, en mag daar dus ook niet als zodanig aangeprezen worden. Een overzichtsartikel stelt dat het aantal goede eigenschappen dat aan deze verbinding wordt toegedicht groter is dan het aantal wetenschappelijke studies dat ernaar verwijst en dat het, behalve in het geval van artritis, moeilijk is die claims hard te maken.
Met behulp van NMR is aangetoond dat via voedsel opgenomen dimethylsulfon in staat is de bloed-hersenbarrière te passeren. Met behulp van dezelfde techniek zijn meetbare hoeveelheden van dimethylsulfon in zowel bloed als hersenvocht aangetroffen. Door de onderzoekers wordt aangegeven dat deze hoeveelheden afkomstig kunnen zijn uit zowel voedsel als uit het lichaamseigen metabolisme van methaanthiol. Ook de bacteriële darmflora wordt als mogelijke bron genoemd.

## Medisch
Kanker
In een Zuid Koreaanse studie richtten de onderzoekers zich op de rol van MSM in het beïnvloeden van groeifactoren die worden geassocieerd met borstkanker. Zowel in vitro als in vivo blijkt MSM in te werken op meerdere doelen die worden geassocieerd met de ontwikkeling en het verloop van borstkanker, met name op STAT3, STAT5b, IGF-1R en VEGF. Daarmee wordt bevestigd dat MSM de eigenschap heeft dosis afhankelijk de aanzet tot tumor ontwikkeling, de tumor ontwikkeling zelf en de uitzaaiing van borstkanker te onderdrukken. De triple negatieve hormonale receptoren blijken ook door MSM te worden terug geregeld. In een xenograft model vertonen de muizen onderdrukte tumor ontwikkeling en onderdrukte cel migratie als functie van de dosis MSM in hun drinkwater; nul, drie en vijf procent MSM (%w/v). De auteurs bekrachtigen in hun conclusie dat MSM dient te worden opgevoerd als proef medicijn voor de behandeling van borstkanker vanwege zijn brede bereik in het beïnvloeden van de betrokken mechanismen.